# Hyllus rotundithorax
Hyllus rotundithorax – gatunek pająka z rodziny skakunowatych.
Gatunek ten opisany został w 2000 roku przez Wandę Wesołowską i Anthony’ego Russella-Smitha na podstawie samca odłowionego w Mkomazi Game Reserve.
Holotypowy samiec ma zaokrąglony karapaks długości 5,8 mm, porośnięty szarawordzawymi włoskami, ubarwiony ciemnobrązowo z czarną okolicą oczu i ciemnymi liniami rozchodzącymi się promieniście z dołeczków. Narządy gębowe i sternum ma ciemnobrązowe. Na przedniej krawędzi szczękoczułków znajdują się dwa, a na tylnej jeden ząbek. Opistosoma jest wydłużona, długości 6,8 mm, od spodu ciemnobrązowa, z wierzchu ubarwiona rdzawobrązowo z czterema kropkami rozstawionymi na planie trapezu. Ciemnobrązowe odnóża gęsto pokrywają długie, brązowe i szare włoski. Nogogłaszczki samca cechuje apofiza goleniowa z zębem u nasady i piłkowanym szczytem oraz długi embolus z błoną otaczającą bulbus.
Pająk afrotropikalny, znany tylko z Tanzanii.